# Ostra comuna

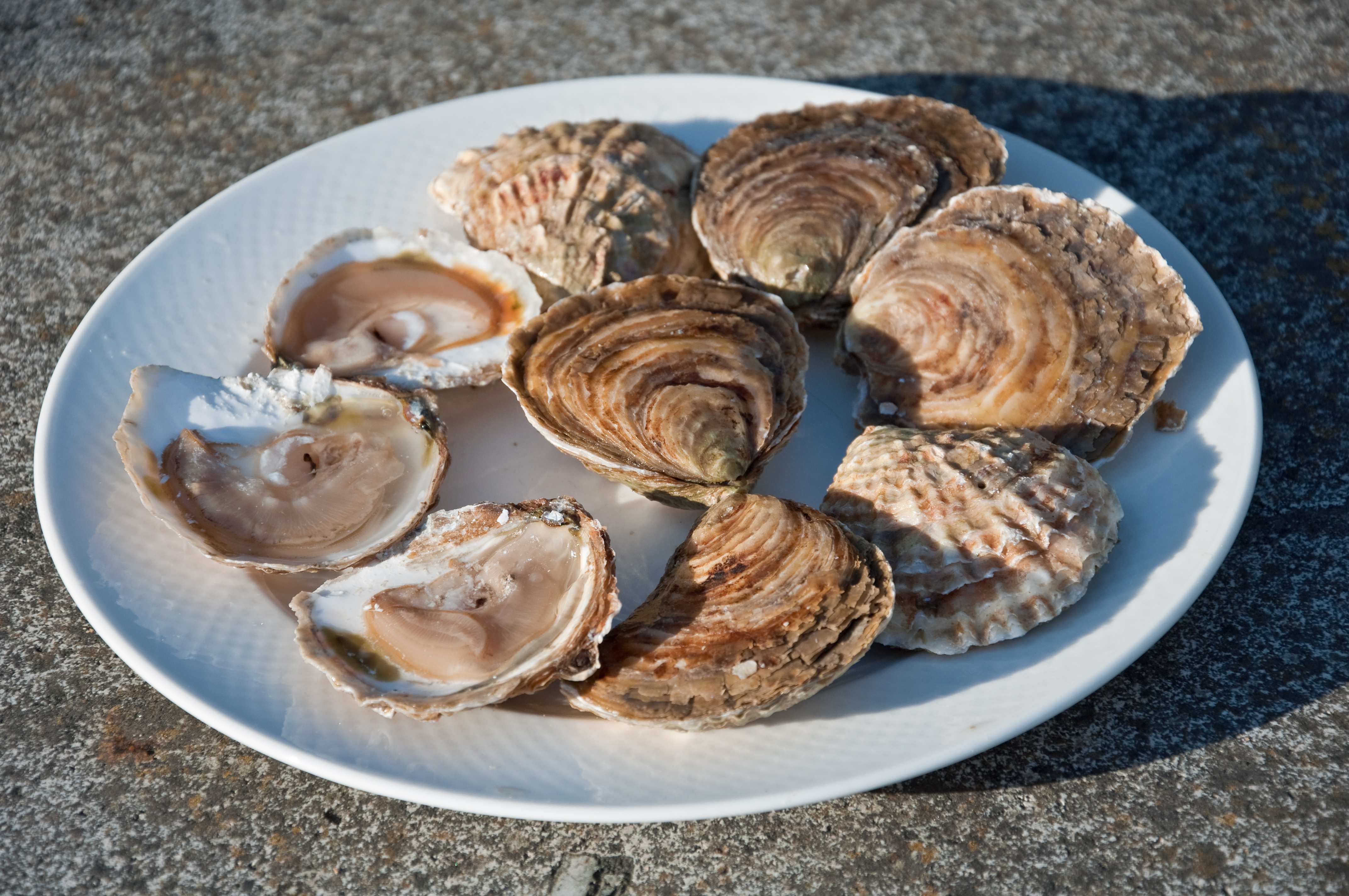
Ostres de Cancale, Bretanya

L'ostra comuna (Ostrea edulis) és una espècie d'ostra nativa d'Europa i coneguda també com a ostra plana europea. L'epítet del nom científic, edulis significa "comestible". Els exemplars madurs fan de 4 a 11 cm de diàmetre. La seva distribució natural és des del centre de Noruega al Marroc i la major part de les Illes Britàniques i la costa del Mediterrani. També es cultiva en aqüicultura a Amèrica del Nord. Les malalties han delmat la producció d'aquesta ostra i actualment la substitueix en un 75% l'ostra del Pacífic Crassostrea gigas